# 知識は力なり
「知識は力なり」（ちしきはちからなり）は、16世紀から17世紀にかけてのイングランドの哲学者フランシス・ベーコンの主張に基づく格言である。ラテン語では「scientia est potentia」、英語では「knowledge is power」とあらわす。なお、「知は力なり」と訳されることもあるが、日本語の「知」が知識のほかに知恵など広い意味を含むのに対し、ラテン語の scientia および英語の knowledge は知識（あるいは知ること）という狭義に限定される。

## 出典および正確な主張

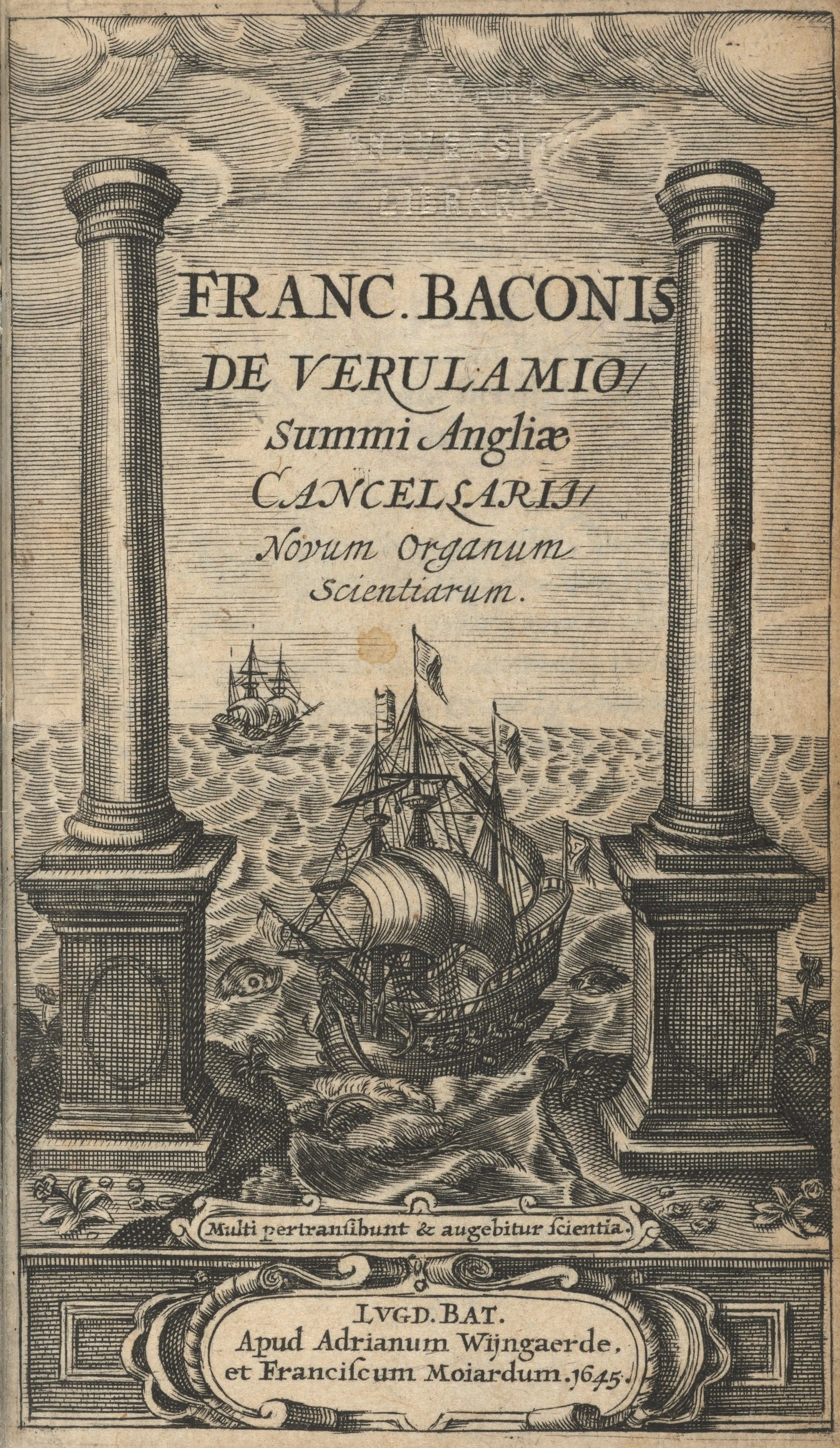
『ノヴム・オルガヌム』表紙

## 後世への影響

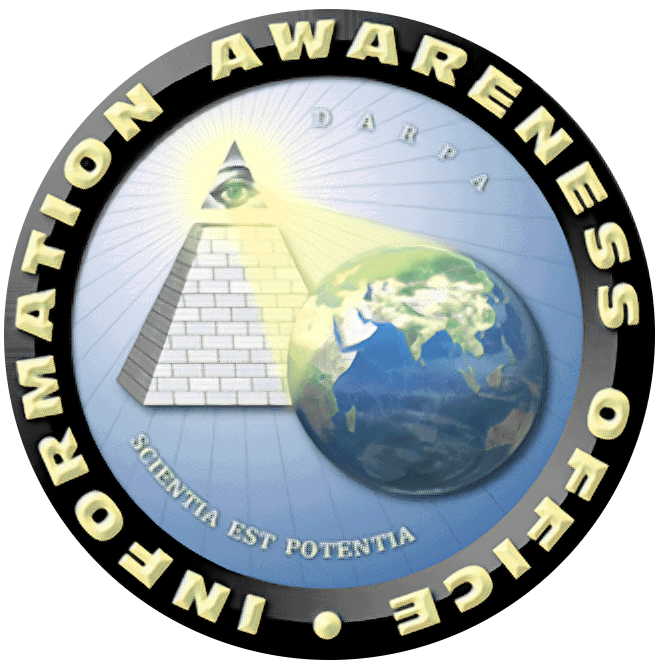
アメリカ情報認知局（IAO）のシンボルマーク